# Leo Esaki
Leo Esaki o Reona Esaki (japonès: 江崎 玲於奈, Esaki Reona) (Osaka, Japó 12 de març de 1925) és un físic japonès guardonat amb el Premi Nobel de Física l'any 1973.

## Biografia
Va estudiar física a la Universitat de Tòquio, llicenciant-se el 1947 i doctorant-se el 1959. Després de treballar com investigador a l'empresa Sony, el 1960 es traslladà als Estats Units on va ser contractat en el centre d'investigació de l'empresa IBM Thomas J. Watson Research Center. Interessat en la mecànica quàntica realitzà investigacions al voltant de l'efecte túnel sobre els semiconductors i superconductors, explicant l'efecte del díode d'Esaki pel qual estudià el pas d'electrons a través d'una barrera sòlida sense deixar cap rastre, reagrupant-se després en la seva formació inicial. Aquesta teoria té aplicacions actuals en electrònica, medicina i astronàutica. L'any 1973 fou guardonat amb el Premi Nobel de Física, juntament amb Ivar Giaver i Brian David Josephson, «pels experiments al voltant de semiconductors i superconductors».